# Libanotis
Genre
Classification APG III (2009)
Libanotis est un genre de plantes à fleurs de la famille des Apiaceae. Ce sont des plantes herbacées trouvées en Eurasie et en Afrique du Nord.

## Liste d'espèces
Selon NCBI (5 septembre 2019) :
- Libanotis abolinii
- Libanotis acaulis
- Libanotis buchtormensis
- Libanotis condensata
- Libanotis coreana
- Libanotis depressa
- Libanotis eriocarpa
- Libanotis iliensis
- Libanotis incana
- Libanotis jinanensis
- Libanotis lancifolia
- Libanotis lanzhouensis
- Libanotis laoshanensis
- Libanotis laticalycina
- Libanotis pyrenaica (L.) O.Schwarz, 1949 - synonyme Seseli libanotis (L.) W.D.J. Koch
- Libanotis schrenkiana
- Libanotis seseloides
- Libanotis sibirica
- Libanotis spodotrichoma
- Libanotis wannienchun